# Paul Gondjout
 (décembre 2018).
Si vous disposez d'ouvrages ou d'articles de référence ou si vous connaissez des sites web de qualité traitant du thème abordé ici, merci de compléter l'article en donnant les références utiles à sa vérifiabilité et en les liant à la section « Notes et références ».
Paul Gondjout, né le 4 juin 1912 à Simath-Lac Zilé et mort le 1er juillet 1990 à Libreville, est un comptable et homme politique français et gabonais.

## Biographie

### Jeunesse et formation
Paul-Marie Indjendjet Gondjout naît à Simath-Lac Zilé, dans ce qui est alors le district du Moyen-Ogooué. Il est le fils de Pierre Gondjout, né vers 1886, expéditionnaire-comptable, et d'Eugénie Mboumba, née vers 1890, du clan des Avembédjéna du groupe Enenga, apparenté à l'ethnie Myènè. De cette union sont nés six autres enfants. Le premier, en 1908, Raphaël Gondjout, mourra à la suite d'un accident en 1949. Son frère, Édouard Gondjout, né en 1915, combattra politiquement aux côtés de ses deux aînés.
Paul Gondjout dit « Indjendjet » fréquente l'école Montfort des Frères de Saint-Gabriel qui forme alors les cadres indigènes de l'administration coloniale. Cette école a d'ailleurs formé Léon Mba, Jean-Hilaire Aubame et Charles N'Tchoréré. Paul Gondjout sort de cette école en 1928 et s'engage dans l'administration coloniale comme expéditionnaire comptable. Il s'installe à Port-Gentil au début des années 1930 où il rencontre et épouse Rosalie Matoukou. De cette union naît en 1943 Arlette Gondjout. Il fréquente le Cercle amical et mutualiste des évolués (CAME). En 1951, il épouse Odette Louembé, de culture Vili. Ils ont ensemble Amélie, Laure Olga, Christian, Vincent et Paul-Marie. 

### Carrière politique
Paul Gondjout commence sa lutte alors qu'il est en poste à Port-Gentil. Il est témoin des injustices faites aux indigènes et ne supporte pas l'exploitation irrationnelle des matières premières par les Blancs. Il fréquente le milieu des Évolués, qui s'interroge sur la situation politique de la colonie du Gabon. En 1944, la Quatrième République voit le jour et ouvre un nouveau chemin aux peuples colonisés par la France. Certaines libertés sont restituées. La liberté d'association permet notamment de créer les premiers partis politiques. Émile Issembé fonde le premier parti autochtone en 1945. C'est le Parti Démocrate Gabonais. Paul Gondjout en est le vice-président. 
En 1946, il est élu au Conseil Représentatif puis au Grand Conseil de l'AEF pour le compte de l'Ogooué-Maritime. En 1949, Mathurin Anghiley, sénateur du Gabon, meurt à 63 ans. Gondjout se présente aux élections organisées pour le remplacer. Il bat Louis Bigmann (en), Jean-François Ondo Ndong et Léon Mba. Mais l'élection est contestée notamment par Jean-François Ondo Ndong qui évoque une grosse fraude et engage un contentieux. La victoire de Gondjout Paul est tout de même confirmée. Installé à Paris, il fréquente l'intelligentsia française et ultra-marine. 
En 1952, il crée le Bloc Démocratique Gabonais (BDG) pour se libérer d'un PDG en perte d'influence face à l'Union Démocratique et Sociale Gabonaise (UDSG) de Jean-Hilaire Aubame. Il associe Léon Mba à sa lutte. C'est grâce à cela que ce dernier obtient son premier mandat électif en tant que maire de Libreville en 1956.
En 1957, Gondjout mène ses troupes aux élections territoriales. Le BDG, donné perdant, réalise un tour de force et se retrouve majoritaire à l'Assemblée territoriale. Paul Gondjout devient président de cette Assemblée et installe Léon Mba à la tête du premier gouvernement. Gondjout croit en un régime parlementaire. Il estime que seul ce régime est capable de maintenir l'équilibre entre les trois pouvoirs. Il partage ainsi la vision du charismatique Jean-Hilaire Aubame, dont il se rapproche. 
En novembre 1960, son lieutenant, Léon Mba, décide d'un coup d'État institutionnel. Dans la nuit du 16 au 17, il fait arrêter le Président Gondjout, Sossa Simawango (président du groupe BDG à l'Assemblée) et Luc Ivanga (vice-président de l'Assemblée). Les deux amis du BDG deviennent alors adversaires. Gondjout est emprisonné puis mis en résidence surveillée.
Nommé à la Cour des comptes en 1963, il accepte en février 1964 de participer au gouvernement provisoire dirigé par Aubame à l'issue du coup d'État du 17 février. Mais la France rétablit Mba par la force qui envoie à Dom-Les-Bam (prison sous forme de résidence surveillée) tous ses adversaires politiques. Le Procès de Lambaréné qui suit permet de libérer Gondjout et de mettre fin à la carrière politique de Aubame. Gondjout est pourtant affaibli. La mort de Léon Mba n'y fait rien. il perd définitivement son influence. Il revient tout de même à la tête de l'Assemblée nationale de 1975 à 1980.
Épuisé et malade, il meurt dans son domaine de Makengoué à Libreville le 1er juillet 1990.

## Influence
Paul Gondjout a beaucoup influencé la politique de son pays mais aussi les deux premières générations d'intellectuels gabonais sortis des écoles et universités françaises. En France, il est très proche, au cours des années 1950, des étudiants gabonais tels que Léon Augé et Marcel Éloi Rahandi Chambrier qui ont, semble-t-il, contribué à la formation du BDG. Paul Gondjout a également été le premier vrai leader de la communauté Myènè après la chute d'Issembé. C'est lui qui a rallié cette communauté au BDG alors que Léon Mba a fait se rallier une petite partie de la population fang de l'Estuaire car il était mal aimé des autres Fangs du Gabon.